# Bergantín Aquiles (1824)
El Aquiles fue un bergantín, originalmente español, que más tarde sirvió en la Armada de Chile. Naufragó frente al litoral del Callao (Perú), el 24 de julio de 1839. De acuerdo con los estándares británicos, era un buque de sexta clase de 20 cañones nominales. El buque no fue construido en España, sino que fue un encargo del Ministro de Marina José Vázquez de Figueroa al ingeniero Honorato Bouyón en 1817. Se epónimo hace referencia a Aquiles, héroe legendario de la guerra de Troya.

## Carrera en la Armada española
El 27 de junio de 1819 es puesto al mando del teniente de Navío Pedro Hurtado de Corcuera. Zarpando de Cádiz, se dirigió a Ferrol para, seguidamente, realizar dos comisiones en el mar Mediterráneo. Retornó a Cádiz y nuevamente el 8 de agosto de 1820 zarpó rumbo a Río de Janeiro y Montevideo, regresando a Cádiz el día 19 de marzo del año siguiente. Hacia septiembre de 1821 se hallaba en la bahía de Cádiz para proteger el comercio de los ataques de buques corsarios. Posteriormente se dirige a Puerto Rico y allí, el 14 de febrero de 1822, se embarcó el Gobernador militar de la isla, el coronel José Navarro, que había cesado en el cargo el 11 del mismo mes. El buque regresó a Cádiz seguidamente, desde La Habana y Puerto Rico con destino Cádiz.
El 30 de abril de 1823 se hace con el mando del buque de forma interina el teniente de navío José de Resusta, siendo cesado el 13 de mayo al ser nombrado diputado suplente el las Cortes. A primeros de mayo dobló el Cabo de San Vicente.
El 16 de junio de 1823 fue puesto el Aquiles bajo el mando del teniente de navío José Fermín Pavía, en el marco de la escuadra de Cayetano Valdés, en las operaciones del sitio de Cádiz por el ejército francés y el bando realista contra los sitiados del bando liberal, integrándose el buque es este último bando.
Navegó el 13 de enero de 1824 desde Cádiz junto con el navío Asia. Tras fondear en Puerto Egmot (Islas Malvinas) el 15 de marzo donde repararon el aparejo y se aprovisionarion, volvieron a la mar el 27 de marzo. El 27 de abril llegan al puerto de San Carlos, en la isla Chiloé. De allí parten el 15 de agosto y llegan a la rada del puerto de Quilca el 12 de septiembre, levantando el bloqueo de su puerto. El 7 de octubre participa en el combate naval del Callao, donde obliga a retirarse a una escuadra rebelde. Nuevos combates menores contra los insurgentes acontecieron durante el resto de 1824.

### Capitulación de Ayacucho y motín de la flota

La ruta de los navíos Aquiles, Asia, Constante y Clarington en 1824-1825. El mercante Clarington fue incendiado en Guam.

Después de la derrota en la Batalla de Ayacucho el 9 de diciembre de 1824 el virrey del Perú aceptó entre las cláusulas de la Capitulación de Ayacucho la retirada de sus buques del Pacífico sur, abandonando a su suerte el bastión del Callao y la Isla de Chiloé. El 2 de enero de 1825 el Aquiles se dirigió a Filipinas junto a la flotilla dirigida por Roque Guruceta y que encabezaba el navío Asia, junto con el bergantín Constante y la fragata artillada Clarington, en lugar permanecer en el Perú para apoyar al gobernador del Callao José Ramón Rodil.
La escuadra española, en su prevista ruta de ida a Filipinas fondeó el 3 de marzo de 1825 en la rada de Umatac, en la isla de Guam por entonces capital de las islas Marianas, al objeto de aprovisionarse. El 10 de marzo de 1825 se amotinó definitivamente la tripulación del Asia. Este buque logró poner de su lado al bergantín Constante, incendió la fragata Clarington a la altura de las islas Marianas, navegó a Acapulco vía Monterrey y entregó ambos bergantines a las nuevas autoridades mexicanas. El Aquiles aún se resistió unos días más al motín, cosa que finalmente aconteció el 14 de marzo de 1825, cayendo bajo el mando del marino prisionero de origen chileno Pedro Angulo Novoa. Este navegó a Santa Bárbara (California), donde arribó el 29 de abril. El 23 de junio de 1825, negándose a entregarse a las autoridades mexicanas, y tras una breve estancia en ese puerto el Aquiles se dirigió a Valparaíso y el barco fue entregado a las autoridades del estado chileno.

## Carrera en la Armada de Chile
Después de la terminación del Primer Escuadrón de la Armada de Chile por un decreto de Ramón Freire el 2 de abril de 1826, el Aquiles fue durante mucho tiempo el único barco de la Armada de Chile. En 1828, bajo el mando del capitán Charles Whiting Wooster, navegó a las islas Juan Fernández en busca de piratas.
Durante la guerra civil chilena de 1829-1830 fue capturado por los insurgentes y luchó con el HMS Thetis, bajo el mando del Capitán Bingham,  se rindió y fue entregado al gobierno chileno.
Bajo el mando del capitán Robert Winthrop Simpson, comenzó la tradición de cartografía y levantamientos batimétricos de la costa chilena con el primer levantamiento hidrográfico de su Armada, en latitud 40° S, que antecedió a la creación de la Oficina Hidrográfica de la Marina de Chile en 1874, actual Servicio Hidrográfico y Oceanográfico (SHOA).

## Guerra de la Confederación
El 21 de agosto de 1836, el Aquiles capturó a los barcos peruanos Santa Cruz, Arequipeño y Peruviana en el Callao.
El 30 de octubre, las naves chilenas Aquiles, Colo Colo, la fragata Valparaíso, la fragata Monteagudo y el brigantino Orbegoso bajo el mando de Mariano Egaña llegaron a Callao para negociar las condiciones chilenas de paz con la Confederación, pero el 28 de diciembre de 1836 Chile declaró la guerra a la confederación.
El 5 de febrero de 1837 entabló combate contra la goleta peruana Yanacocha frente a la isla de San Lorenzo.
Fue conducido a aguas someras y naufragó en Callao (Perú), el 24 de julio de 1839.